# Ерг-Шеббі

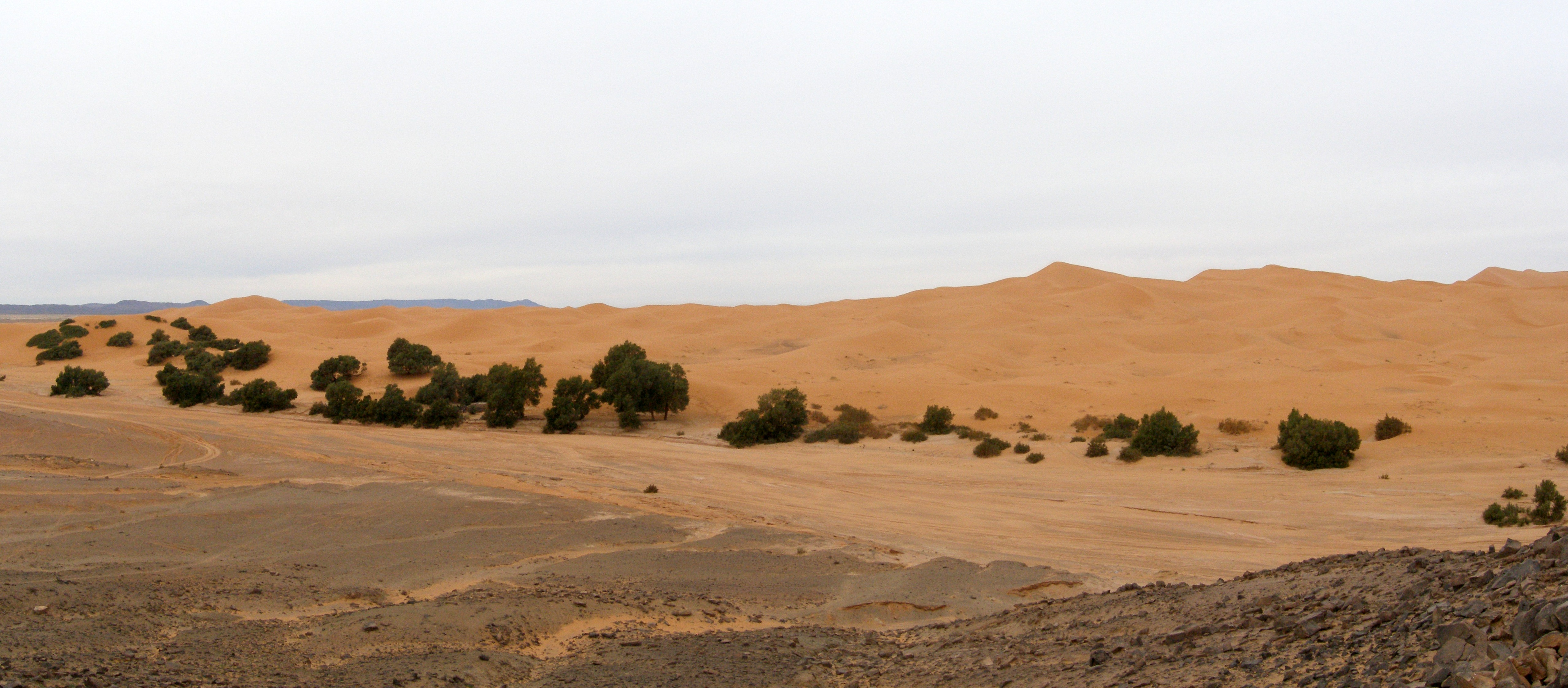
Панорама переходу від пласкої пустелі до дюн.

31°10′00″ пн. ш. 3°59′00″ зх. д. / 31.16666667° пн. ш. 3.98333333° зх. д.
Ерг-Шеббі (араб. عرج شبّي) — піщаний ерг в марокканській частині Сахари.
Ерг має довжину 22 км з півночі на південь і ширину 5 км. Його дюни сягають максимальної висоти 150 м. Ерг-Шеббі розташований приблизно за 40 км на південний захід від міста Ерфуд. Біля ергу розташоване також туристичне поселення Мерзуга.
Серед місцевих мешканців існує повір'я, що ці дюни були створені як покарання за відмову надати притулок втомленому мандрівникові з пустелі. Вони кажуть, що коли вони відмовили подорожньому у притулку, боги розгнівалися та насипали ці дюни безпосередньо біля їх міста. Більш того, вони ніколи більше не посилали втомлених мандрівників у це місто.

## Фотогалерея

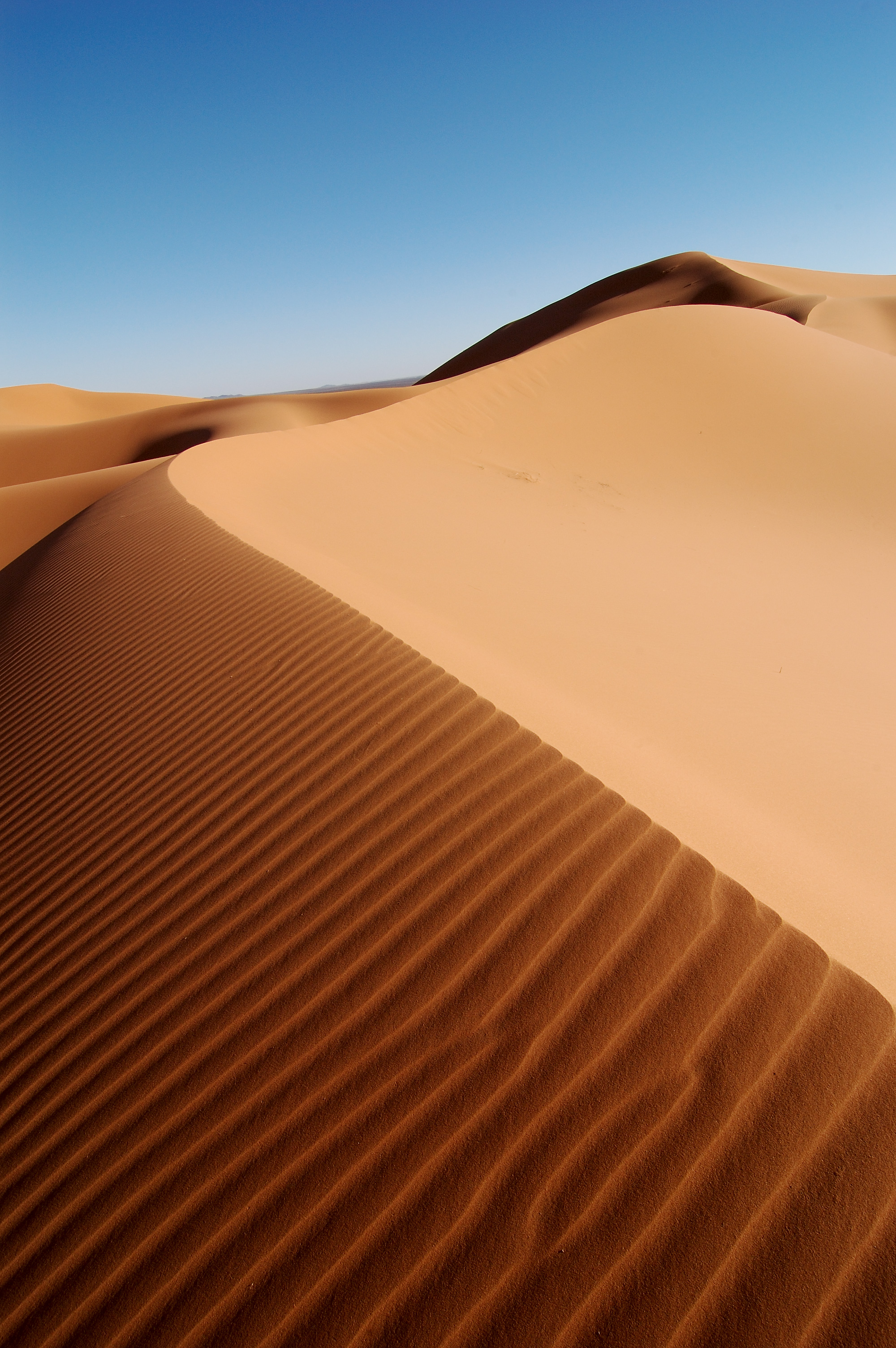
Дюни ерга Шеббі.
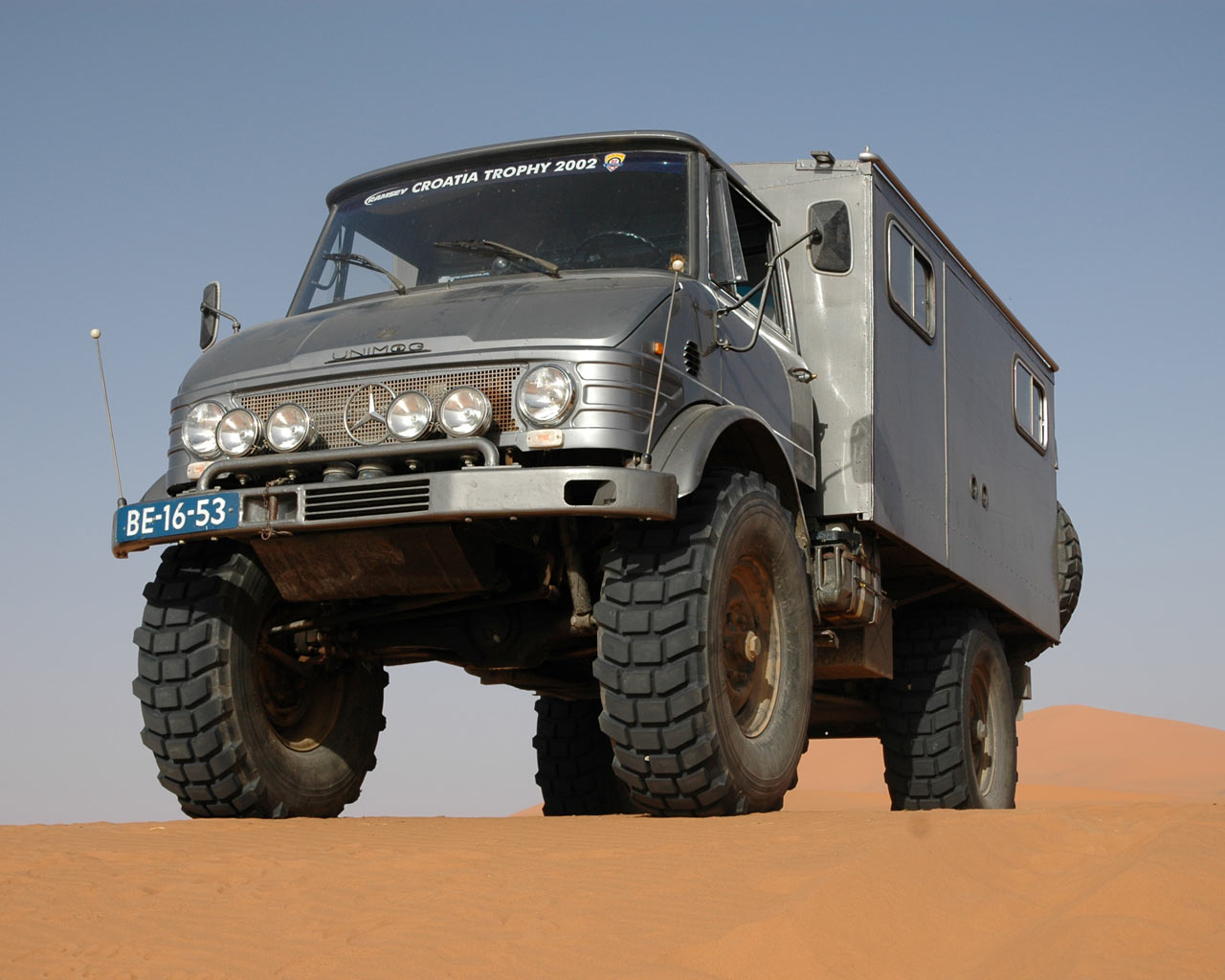
Автомобіль, обладнаний для руху по піску, на ерзі Шеббі.